# Takifugu rubripes
Il fugu giapponese o  torafugu,  (Takifugu rubripes, Temminck & Schlegel, 1850) è un pesce palla di acqua salata di grandi dimensioni.

## Descrizione
Il corpo è coperto da piccole spine, è presente una grande macchia nera tagliata da una linea bianca sul lato appena prima la pinna pettorale. Le dimensioni comuni si attestano intorno ai 40 centimetri, anche se gli adulti possono tranquillamente arrivare ad 80 centimetri.

## Tassonomia ed etimologia
La specie è spesso indicata come Fugu rubripes. Il genere Fugu, infatti, è sinonimo del tuttavia preferito genere Takifugu. Takifugu significa pesce palla in giapponese e Rubripes proviene dal latino ruber e pēs che significano pelo rosso.

## Distribuzione ed habitat
La specie è diffusa nel Mar del Giappone, nel Mar Cinese Orientale e nel Mar Giallo a Nord di Sakhalin, alla profondità di 10-135 metri. Questa è una specie demersale. Per la deposizione delle uova risalgono negli estuari; I pesci giovani sono molto eurialini e rimangono nelle bocche dei fiumi e nelle lagune, maturando per un anno prima di migrare definitivamente nell'Oceano.

## Tossicità
Come negli altri pesci palla, alcuni organi del pesce palla giapponese contengono tetrodotossina e sono molto tossici. La tossina è ampiamente concentrata nel fegato e nelle ovaie, è leggermente presente anche nell'instestino e nel grassi, ma assente dalla pelle e dai testicoli.